# Neuville-en-Verdunois
Pour les articles homonymes, voir Neuville.
Neuville-en-Verdunois est une commune française située dans le département de la Meuse, en région Grand Est.

## Géographie

### Hydrographie
La commune est traversée par la ligne de partage des eaux entre les bassins versants de la Meuse et de la Seine au sein respectivement du bassin Rhin-Meuse et du bassin Seine-Normandie. Elle est drainée par le Bouvrot,.

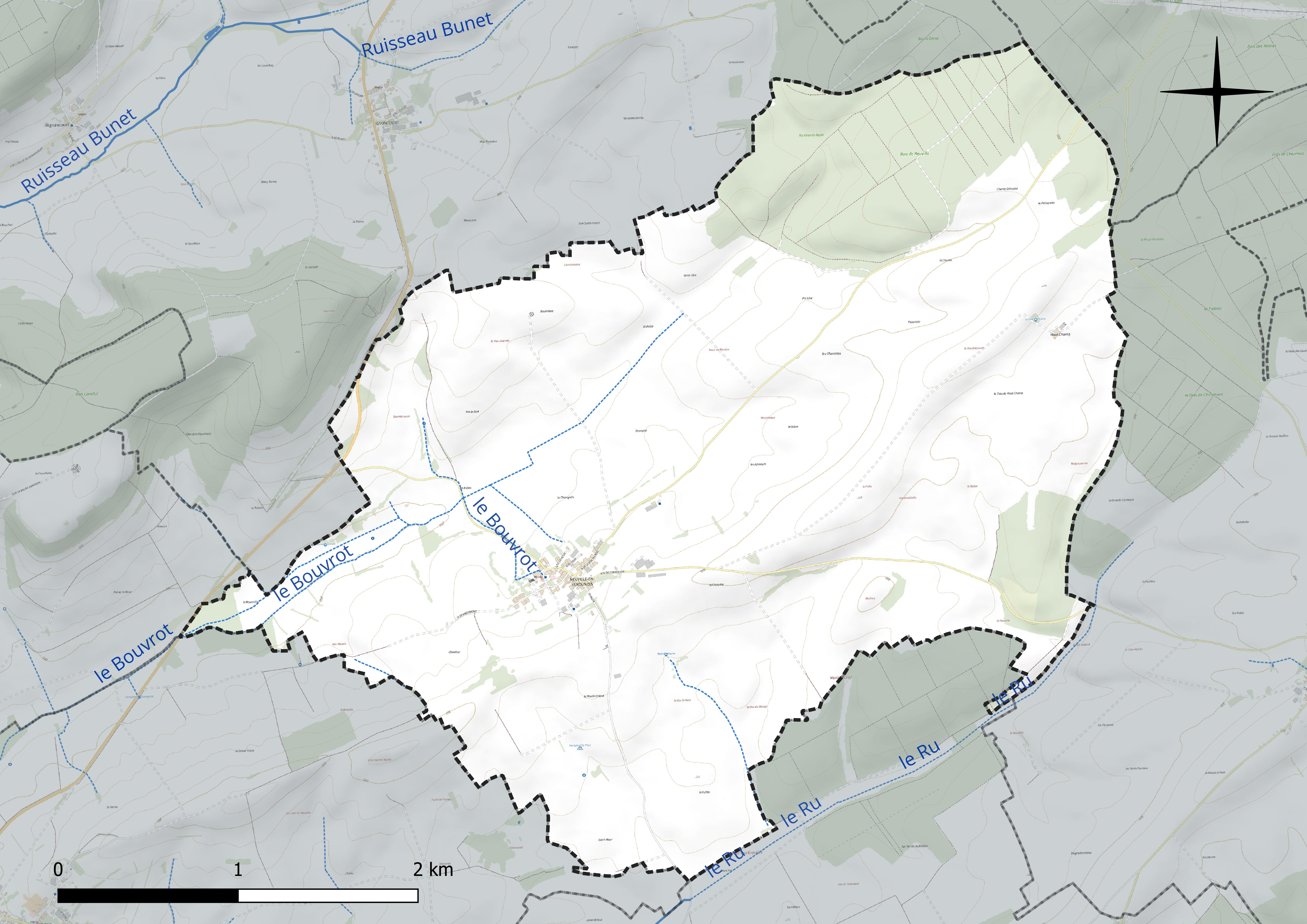
Réseau hydrographique de Neuville-en-Verdunois.

### Climat
Pour des articles plus généraux, voir Climat du Grand Est et Climat de la Meuse.
En 2010, le climat de la commune est de type climat de montagne, selon une étude du Centre national de la recherche scientifique s'appuyant sur une série de données couvrant la période 1971-2000. En 2020, Météo-France publie une typologie des climats de la France métropolitaine dans laquelle la commune est exposée à un climat océanique altéré et est dans la région climatique  Lorraine, plateau de Langres, Morvan, caractérisée par un hiver rude (1,5 °C), des vents modérés et des brouillards fréquents en automne et hiver. 
Pour la période 1971-2000, la température annuelle moyenne est de 9,6 °C, avec une amplitude thermique annuelle de 16,3 °C. Le cumul annuel moyen de précipitations est de 1 037 mm, avec 14 jours de précipitations en janvier et 9,6 jours en juillet. Pour la période 1991-2020, la température moyenne annuelle observée sur la station météorologique de Météo-France la plus proche, « Chaumont_sapc », sur la commune de Chaumont-sur-Aire à 4 km à vol d'oiseau, est de 10,8 °C et le cumul annuel moyen de précipitations est de 850,0 mm. 
La température maximale relevée sur cette station est de 41,1 °C, atteinte le 25 juillet 2019 ; la température minimale est de −15,5 °C, atteinte le 20 décembre 2009,,. 
Les paramètres climatiques de la commune ont été estimés pour le milieu du siècle (2041-2070) selon différents scénarios d'émission de gaz à effet de serre à partir des nouvelles projections climatiques de référence DRIAS-2020. Ils sont consultables sur un site dédié publié par Météo-France en novembre 2022.

## Urbanisme

### Typologie
Au 1er janvier 2024, Neuville-en-Verdunois est catégorisée commune rurale à habitat très dispersé, selon la nouvelle grille communale de densité à sept niveaux définie par l'Insee en 2022.
Elle est située hors unité urbaine et hors attraction des villes,.

### Occupation des sols
L'occupation des sols de la commune, telle qu'elle ressort de la base de données européenne d’occupation biophysique des sols Corine Land Cover (CLC), est marquée par l'importance des territoires agricoles (83,2 % en 2018), une proportion sensiblement équivalente à celle de 1990 (83,1 %). La répartition détaillée en 2018 est la suivante : 
terres arables (67 %), prairies (16,1 %), forêts (15 %), zones urbanisées (1,9 %). L'évolution de l’occupation des sols de la commune et de ses infrastructures peut être observée sur les différentes représentations cartographiques du territoire : la carte de Cassini (XVIIIe siècle), la carte d'état-major (1820-1866) et les cartes ou photos aériennes de l'IGN pour la période actuelle (1950 à aujourd'hui).

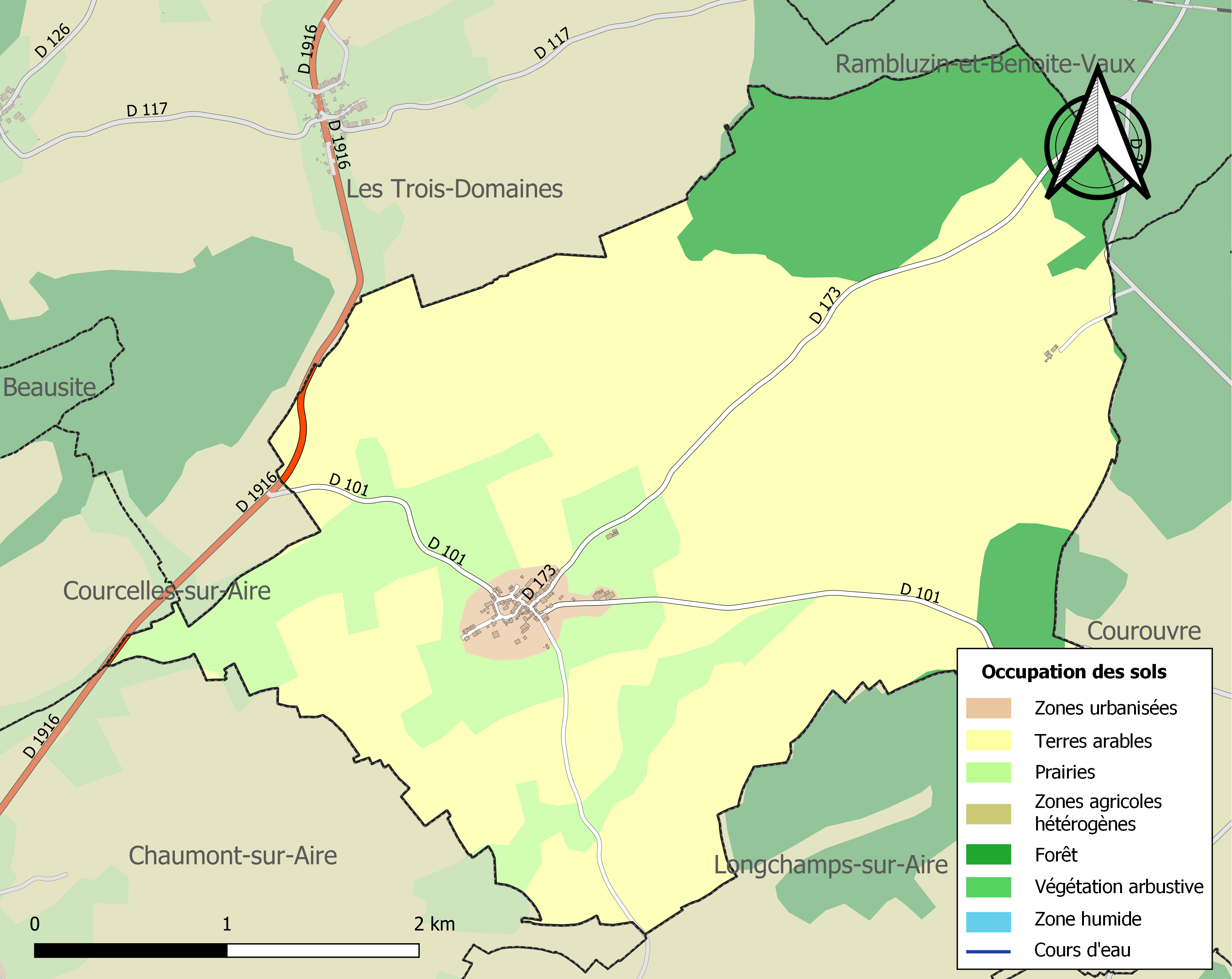
Carte des infrastructures et de l'occupation des sols de la commune en 2018 (CLC).

## Toponymie
Le nom de la localité est attesté sous les formes Nova-villa (IXe siècle) ; Novavilla (1204) ; Nueville (1242) ; Nuefville (1247) ; Novavilla in Virdunesto, Novavilla in Verduneseyo (1402) ; Neufville (1549).

Du bas latin, l'adjectif nova « neuve » et villa « ferme ».
Le Verdunois ou Pays verdunois, est la région de Verdun dans le département de la Meuse.

## Politique et administration
| Période                                  | Période                   | Identité                                       | Étiquette | Qualité         |
| ---------------------------------------- | ------------------------- | ---------------------------------------------- | --------- | --------------- |
| Les données manquantes sont à compléter. |                           |                                                |           |                 |
| mars 2001                                | mars 2008                 | Daniel Chaudron                                |           |                 |
| mars 2008                                | mars 2014                 | Dominique Simonet                              |           |                 |
| mars 2014                                | janvier 2017              | Etienne Simonet                                |           |                 |
| mars 2017                                | En cours (au 24 mai 2020) | Sophie Chariot Réélue pour le mandat 2020-2026 |           | Emploi agricole |

## Démographie
L'évolution du nombre d'habitants est connue à travers les recensements de la population effectués dans la commune depuis 1793. Pour les communes de moins de 10 000 habitants, une enquête de recensement portant sur toute la population est réalisée tous les cinq ans, les populations de référence des années intermédiaires étant quant à elles estimées par interpolation ou extrapolation. Pour la commune, le premier recensement exhaustif entrant dans le cadre du nouveau dispositif a été réalisé en 2006.

En 2022, la commune comptait 49 habitants, en évolution de −18,33 % par rapport à 2016 (Meuse : −4,4 %, France hors Mayotte : +2,11 %).
| 1793 | 1800 | 1806 | 1821 | 1831 | 1836 | 1841 | 1846 | 1851 |
| ---- | ---- | ---- | ---- | ---- | ---- | ---- | ---- | ---- |
| 473  | 434  | 516  | 520  | 474  | 474  | 451  | 420  | 441  |

| 1856 | 1861 | 1866 | 1872 | 1876 | 1881 | 1886 | 1891 | 1896 |
| ---- | ---- | ---- | ---- | ---- | ---- | ---- | ---- | ---- |
| 437  | 414  | 401  | 372  | 320  | 317  | 310  | 299  | 261  |

| 1901 | 1906 | 1911 | 1921 | 1926 | 1931 | 1936 | 1946 | 1954 |
| ---- | ---- | ---- | ---- | ---- | ---- | ---- | ---- | ---- |
| 242  | 223  | 206  | 196  | 205  | 190  | 185  | 168  | 155  |

| 1962 | 1968 | 1975 | 1982 | 1990 | 1999 | 2006 | 2011 | 2016 |
| ---- | ---- | ---- | ---- | ---- | ---- | ---- | ---- | ---- |
| 132  | 114  | 102  | 85   | 73   | 66   | 74   | 74   | 60   |

| 2021 | 2022 | - | - | - | - | - | - | - |
| ---- | ---- | - | - | - | - | - | - | - |
| 51   | 49   | - | - | - | - | - | - | - |

## Culture locale et patrimoine

### Lieux et monuments

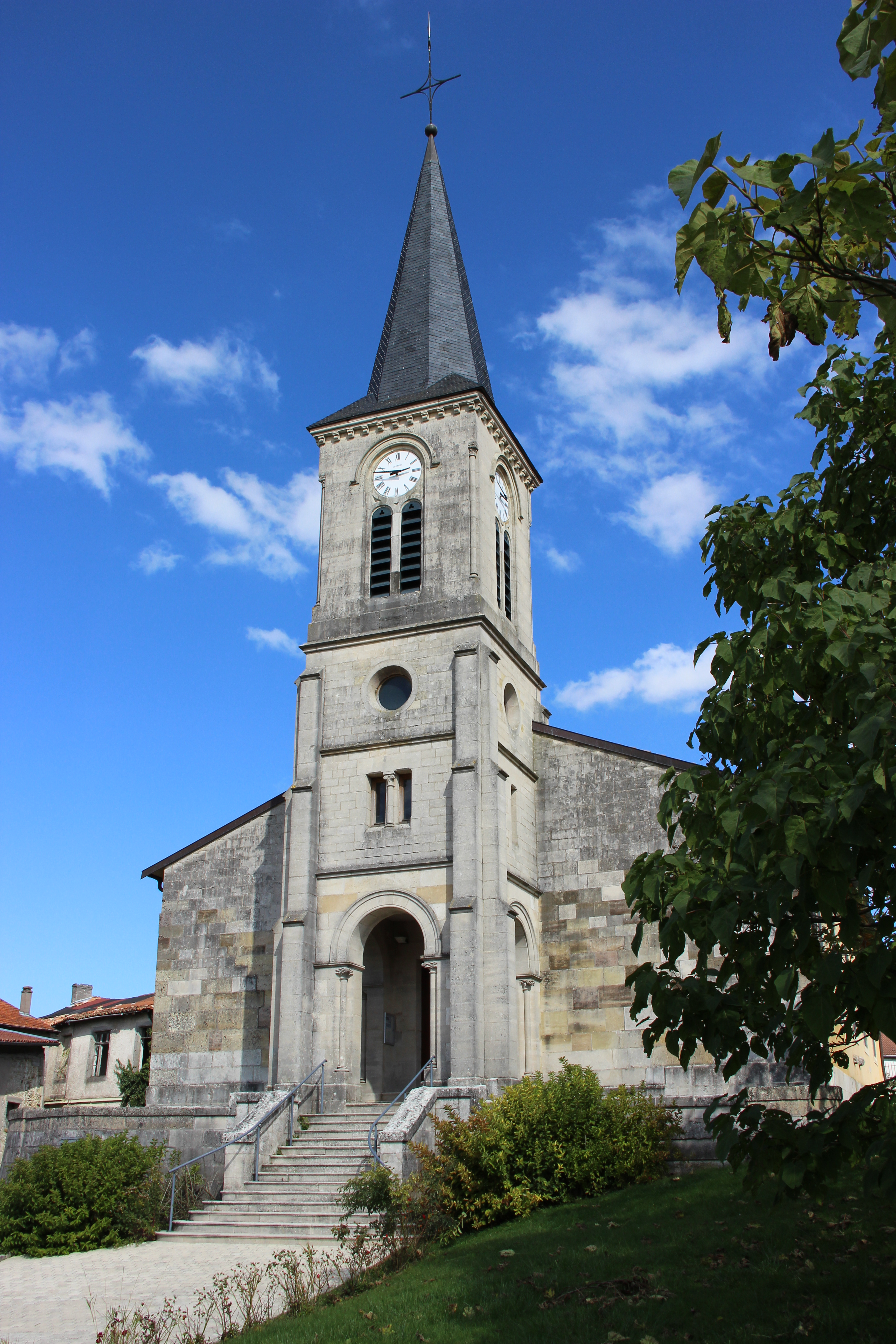
L'église Saint-André.

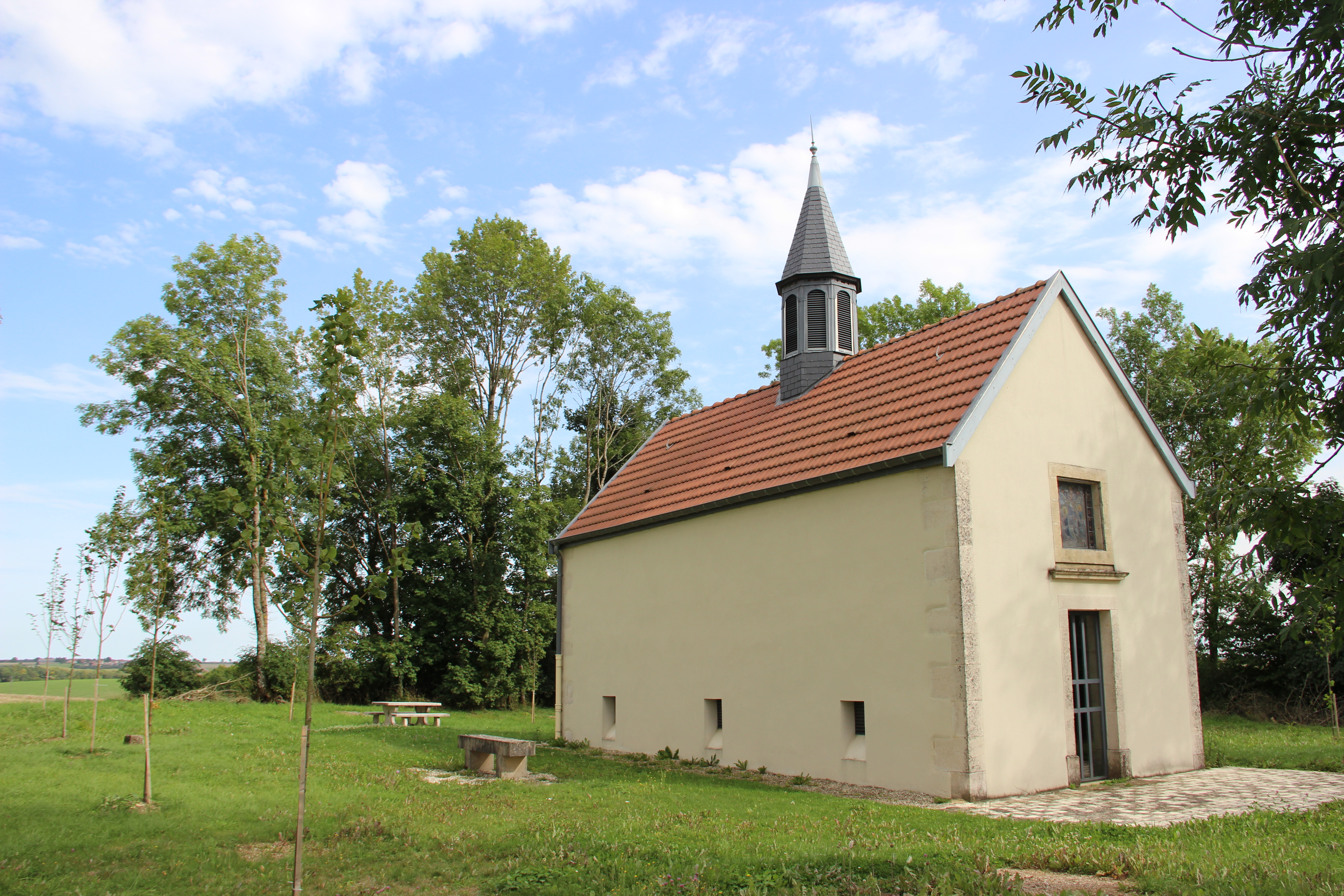
La chapelle Sainte-Anne.

- L'église Saint-André qui a été totalement dévastée par un incendie en 1996. Elle n'a conservé de l'édifice précédent que ses murs extérieurs.
- La chapelle Sainte-Anne, construite en 1883.
- Le Château de Neuville-en-Verdunois du XVIe siècle  Inscrit MH (1975)[23].

### Personnalités liées à la commune

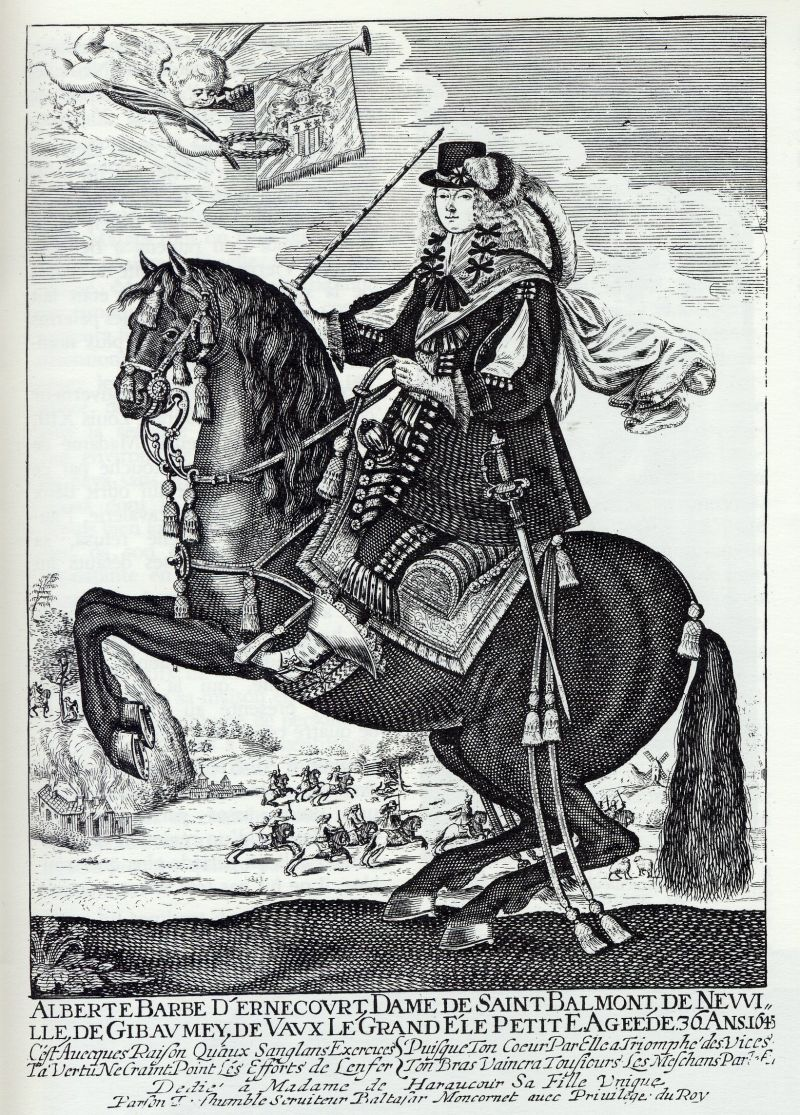
Barbe d'Ernecourt de Saint-Baslemont.

Neuville-en-Verdunois connut son heure de gloire pendant la guerre de Trente Ans, sous la protection seigneuriale de sa dame, Barbe d’Ernecourt de Saint-Baslemont. Ce chevalier au féminin servit, sous l'armure, la communauté contre tous ses agresseurs, Suédois, Français, Allemands ou Croates. L’Histoire retiendra cette héroïne sous le nom d’Amazone Chrétienne.

### Héraldique
| Blason de Neuville-en-Verdunois | Blason  | D'azur au chevron renversé et abaissé d'argent, à la cavalière en pied d'or, au chapeau de sable empanaché d'argent et de gueules, armée d'une lance et d'une épée, brochant sur le tout ; au chef d'or chargé d'un nœud double de gueules. |
| Blason de Neuville-en-Verdunois | Détails | Création Robert André Louis et Dominique Lacorde. Adopté le 25 septembre 2017. |